# Albert Masson (homme politique)
Pour les articles homonymes, voir Albert Masson et Masson.
Albert Masson, né le 7 mai 1905 au Puy-en-Velay (Haute-Loire) et mort le 20 décembre 1992 à Roanne (Loire), est un homme politique français.

## Biographie
Son père était cheminot. Alors diplômé de son certificat d'études, Albert Masson travaille d'abord comme apprenti boulanger puis entre comme apprenti à l'arsenal de Roanne en 1919, il y est ensuite ajusteur de précision de 1922 à 1925.
Au contact des militants syndicalistes, Albert Masson participe à la grande grève de 1920 puis adhère à la Confédération générale du travail (CGT) et en 1922 à la Confédération générale du travail unitaire (CGTU) à laquelle il demeurera fidèle toute sa vie. En 1923, il entre au Parti communiste français (PCF).
Albert Masson effectue ensuite son service militaire d'abord au 5e dépôt des équipages de la flotte à Toulon puis au Centre d'aviation maritime d'Hyères où il devient quartier-maître mécanicien de l'aéronautique. Très impliqué dans les activités sportives de l'armée, c'est en 1926 qu'il devient champion de France de boxe de la marine (poids moyen) ; il se bat notamment contre le champion du monde des poids moyens, Marcel Thil. Revenu à l'arsenal de Roanne dans les années 1920 après son service militaire, il devient en dehors de son travail, moniteur de gymnastique à l'Étoile roannaise et à l'Amicale laïque de Roanne à laquelle il consacre beaucoup d'énergie.
Albert Masson n'oublie cependant pas son engagement syndical : de 1934 à 1936, il succède à Marcel Thévenoux à la tête du syndicat unitaire de l'arsenal de Roanne puis redevient secrétaire du conseil syndical d'où sont éliminés les confédérés en août 1937. C'est comme délégué de l'arsenal de Roanne qu'il participe au congrès de Toulouse de 1936. Albert Masson anime aussi le journal local mensuel du syndicat Le Travailleur de l'Arsenal, alors très hostile au gouvernement Daladier. 
Il fit l'objet, dans les années 1930, de plusieurs sanctions pour retards et faits de grève (notamment en 1934 et en 1936), mais cela ne l'empêche pas d'être le principal organisateur, à l'arsenal de Roanne, de la grève nationale du 30 novembre 1938, grève assez bien suivie malgré la pression des chefs militaires en uniforme. À la suite de cette grève, Albert Masson est licencié avec deux de ses camarades communistes, il retrouve ensuite du travail à la Manufacture d'armes de Saint-Étienne où il reprend ses activités syndicales, sans pour autant abandonner la culture physique. 
En 1939, il est brièvement mobilisé comme mécanicien dans l'aviation maritime puis est renvoyé dans ses foyers. En novembre 1939, quelques semaines plus tard, Albert Masson est arrêté pour reconstitution de ligue dissoute lors d'une réunion clandestine de la commission de l'Union départementale - Confédération générale du travail (UD-CGT) à Saint-Jean-Bonnefonds. Le conseil de guerre de Clermont-Ferrand le condamne à trois ans d'emprisonnement et il purge sa peine à la prison centrale de Riom.
En octobre 1942, à sa sortie de prison, il revient à Roanne puis rejoint successivement divers maquis Francs-tireurs et partisans (FTP) à partir d'avril 1943. Albert Masson est d'abord adjoint du responsable du service des renseignements du Puy-de-Dôme, il prend lui-même la responsabilité de la région (Loire, Haute-Loire et Rhône), puis devient responsable inter-régional à Valence pour l'Ardèche, le Vaucluse, le Gard et la Lozère. C'est ensuite sous le pseudonyme de Commandant Armand qu'il participe à la Libération de Nîmes puis à celle d'Alès en août 1944. En son absence, Albert Masson est désigné membre du comité de Libération de Roanne le 29 août 1944. L'engagement d'Albert Masson dans la Résistance lui permet de recevoir la médaille de la Résistance française.
Pendant l'hiver 1944-1945, il participe au service de remise en route économique du pays, notamment pour les mines du Gard. Albert Masson redevient brièvement secrétaire-adjoint de l'UD-CGT de la Loire, mais reste interdit de présence à l'arsenal de Roanne, et oriente ses efforts vers la Manufacture d'armes de Saint-Étienne où il travaille, et dont il réorganise le syndicat. Le 13 mai 1945, il est élu conseiller municipal de Roanne sur une liste d'union sous le mandat d'Auguste Dourdein, maire SFIO de Roanne puis aux élections municipales de 1947, il est réélu sur une liste communiste conduite par René Bonnefille.
Aux élections constituantes de 1945 pour la 1re Assemblée nationale constituante, il brigue un mandat d'envergure national mais Albert Masson n'est qu'en troisième position sur la liste communiste qui, face au puissant MRP mené par Georges Bidault, obtient près de 30 % des suffrages exprimés : ce bon score ne lui confère que deux mandats, que Marius Patinaud et Denise Bastide, les deux têtes de liste, remplissent. Cette situation se reproduit à l'identique aux élections constituantes de 1946 pour la 2de Assemblée nationale constituante. En revanche, le 10 novembre 1946, pour les premières élections législatives de la IVe République, la situation change : tous les sortants, notamment Eugène Claudius-Petit et Antoine Pinay, sont réélus avec des scores constants, mais cette fois la Loire s'est vu attribuer un siège supplémentaire - huit mandats et non plus sept. Et c'est le PCF qui, s'il ne progresse pas, possède le plus grand réservoir de voix. Albert Masson devient donc le troisième député communiste de la Loire, son élection étant validée le 29 novembre 1946. Il est rapidement élu vice-président de l'Association sportive du personnel de l'Assemblée nationale, et promeut avec succès la cause de la salle de culture physique du Palais-Bourbon, en 1948, il parvient même à décrocher, à 43 ans, à Thonon-les-Bains, un titre de champion du Sud-Est de gymnastique. Il est, par ailleurs, responsable de la sécurité des membres du bureau politique communiste à l'Assemblée nationale. Il n'en prend pas moins son mandat de parlementaire avec beaucoup de sérieux.
En effet, Albert Masson est nommé membre de la Commission de l'agriculture, et devient vice-président de cette commission. Il est également nommé membre de la Commission du ravitaillement, et juré à la Haute Cour de justice. Mais l'essentiel de son activité de parlementaire est consacrée à la Commission de l'éducation nationale : le député de la Loire dépose de nombreuses propositions de loi et de résolution relatives à ces questions d'éducation, notamment aux centres d'apprentissage et à l'enseignement technique. Ainsi, le 21 février 1947, il dépose une proposition de loi tendant à déterminer un statut provisoire des centres d'apprentissage, et le 16 novembre 1950, une proposition de résolution tendant à inviter le gouvernement à promulguer les statuts des personnels des centres d'apprentissage. Ses positions politiques apparaissent clairement dans la proposition de loi qu'il dépose le 25 août 1948, et qui tend à assurer la gratuité complète de l'enseignement supérieur, et à attribuer, sous certaines réserves, une rémunération aux élèves et étudiants de cet enseignement.
Il consacre également une partie de son activité aux questions sociales et politiques : ainsi, en septembre 1948, Albert Masson invite le gouvernement à attribuer une prime aux travailleurs à domicile. Le 29 décembre 1950, il dépose une proposition de loi visant à amnistier les faits commis à l'occasion des grèves et des conflits sociaux (une situation qu'il connaît bien au vu de son histoire personnelle). À la tribune, il intervient presque exclusivement dans les discussions sur le budget de l'éducation nationale, défendant ses nombreux amendements à la loi de finances. Durant l'été 1947, il explique sa position en faveur du projet de loi décidant la mise en régie d'État des collèges techniques : « A la base de l'enseignement technique, [...] se trouvent les collectivités fondatrices, communes et départements, qui ont à leur charge l'entretien ou le fonctionnement de ces établissements. Leur matériel reste insuffisant et toujours très vieux. Il faut des crédits pour les équiper normalement. Comment penser qu'une commune de 800 habitants comme celle de Mouchard puisse entretenir une école à recrutement national quand une ville comme Nîmes voit son budget passer de 10 millions en 1946 à 20 millions en 1947 ? Déjà une dizaine de propositions de résolution demandant la prise en charge par l'Etat des collèges techniques ont été déposées sur le bureau de l'Assemblée. [...] Ces dépenses d'aménagement et d'entretien devraient donc passer à la charge de l'Etat. »
Albert Masson refuse de voter la confiance au gouvernement de Paul Ramadier le 4 mai 1947, le jour où le président du Conseil se sépare de ses ministres communistes. Il s'abstient volontairement lors du vote du projet de loi sur le statut de l'Algérie (27 août 1947). En politique étrangère, il refuse de ratifier la convention de coopération économique organisant l'aide du plan Marshall à la France (7 juillet 1948), de même qu'il refuse de soutenir la constitution du Conseil de l'Europe (9 juillet 1949) et de ratifier le traité de l'Atlantique nord (26 juillet 1949). À la fin de la législature, comme tous les communistes, il s'oppose fermement au système des apparentements qui, le 7 mai 1951, modifie la loi électorale en faveur des partis de la Troisième Force, au détriment des gaullistes et des communistes. Il collabore au cours de ces années à l'Union française de l'information, qui fédère une centaine de quotidiens et hebdomadaires contrôlés par le PCF ou proches de lui, mais en sera écarté.
De fait, le paysage électoral dans la Loire est sensiblement modifié pour les élections législatives de 1951 : non seulement les candidats les plus connus, tous trois ministres en exercice du troisième gouvernement d'Henri Queuille (Georges Bidault, Antoine Pinay et Eugène Claudius-Petit) ont formé une liste commune d'Union nationale présentée par le MRP, l'UDSR et le CNIP, mais cette liste, qui, forte de 31,2 % des suffrages exprimés, emporte trois mandats, a conclu un apparentement avec les listes SFIO et de Rassemblement des groupes républicains et indépendants (RGRIF). C'est cette dernière liste qui, dépassant les socialistes de 63 voix seulement, est favorisée par l'apparentement : avec 8,8 % des voix, elle décroche un siège au détriment du PCF qui, avec plus du triple de ce score (27,9 %), n'en obtient que deux, tandis que les gaullistes en enlèvent également deux, avec 22,7 % des suffrages exprimés par les habitants de la Loire.
Albert Masson perd son siège de député ; il se présente aux élections cantonales la même année mais est devancé au second tour par Paul Pillet (UDSR), futur maire et député de Roanne. Il se représente sans succès aux élections législatives partielles des 4 et 18 mai 1952, provoquées par le décès de Denise Bastide, mais est battu au second tour par Michel Jacquet, candidat indépendant.
En 1954, Albert Masson est renvoyé de la Manufacture d'armes de Saint-Étienne, et revient s'installer à Roanne. Il devient alors administrateur de la sécurité sociale de Roanne, puis administrateur de l'hôpital de Roanne jusqu'en 1983.
Il meurt le 20 décembre 1992 à l'âge de 87 ans.

## Vie privée
Il se marie en 1927 et est père d'un enfant.

## Mandat

### Mandat parlementaire
- 10 novembre 1946 - 4 juillet 1951 : Député de la Loire

### Mandat local
- 1947 - 1953 : Conseiller municipal de Roanne

## Décoration

### Décoration française
- Médaille de la Résistance française